# Britelo (Ponte da Barca)
Britelo es una freguesia portuguesa del concelho de Ponte da Barca, con 12,89 km² de superficie y 614 habitantes (2001). Su densidad de población es de 47,6 hab/km².
El 7 de mayo de 1921 nace en en una casa de morada situada en el lugar de Paradamonte de esta freguesia Joaquín Ocio Cristóbal periodista,  dibujante que ocupó la presidencia de la Diputación de Burgos.